# Lynceidae
Lynceidae is een familie van kreeftachtigen uit de klasse van de Branchiopoda (blad- of kieuwpootkreeftjes).

## Geslacht
- Lynceus O.F. Müller, 1776